# Батурин, Алексей Георгиевич
Алексей Георгиевич Батурин (4 ноября 1911, Бурятия — 11 октября 1962, Новосибирск) — помощник командира взвода управления батареи 845-го артиллерийского полка старшина — на момент представления к награждению орденом Славы 1-й степени.

## Биография
Родился 4 ноября 1911 года в селе Укыр Еравнинского района Бурятии. Рано потерял мать и отец — Гавриленко Федос Николаевич — на плечи которого легли заботы по воспитанию шестерых детей, отдал Алексея на воспитание в семью своей сестры — Анастасии Николаевны Батуриной. Когда мальчику исполнилось 11 лет, его взял к себе старший брат, проживавший в городе Улан-Удэ. Здесь Алексей закончил 7 классов. В 1932—1934 годах проходил срочную службу в Красной Армии. После демобилизации продолжил учёбу, окончил бухгалтерские курсы при Иркутском финансово-экономическом институте. Работал главным бухгалтером в горздравотделе города Улан-Удэ.
В июне 1941 года одним из первых пришел в военкомат, однако был мобилизован для помощи горвоенкомату провести организованно призыв. В сентябре 1941 года был призван в армию, но на фронт снова не попал. Службу начал в артиллерийском полку береговой обороны Тихоокеанского флота. Только в начале сентябре 1942 года в составе сводного батальона морской пехоты прибыл в формирующуюся 267-ю стрелковую дивизию. Был зачислен наводчиком орудия в 845-й артиллерийский полк. В составе этой части прошел весь боевой путь до Победы.
Первое боевое крещение полк получил на Воронежском фронте, в операции под названием «Малый Сатурн». В первом же бою отличился умелой и хладнокровной стрельбой, подбил немецкий танк. Вскоре он был назначен командиром отделения разведчиков 7-й артиллерийской батареи. За проявленные отвагу, смелость, умелое корректирование огня батареи командование артполка не раз выносило благодарность старшему сержанту Батурину. К началу 1944 года был награждён двумя медалями «За отвагу». Член ВКП/КПСС с 1943 года. Воевал на 4-м Украинском и 1-м Прибалтийском фронтах.
В январе 1944 года в районе населенного пункта Веселый Незаможник при отражении танковой контратаки старшина Батурин в критическую минуту боя принял на себя командование 7-й батареей, заменив тяжело раненого командира. Он так расставил поредевшие расчеты орудий, чтобы они обеспечили ведение огня на наиболее опасных участках. Артиллеристы под командованием Батурина подбили 2 танка, затем осколочными снарядами уничтожили большое количество живой силы противника, чем способствовали удержанию позиций.
15 января в бою у села Великая Александровка при прорыве укрепленной обороны противника старшина Батурин вновь вынужден был принять командование батареей. Сам получил ранение, но он не покинул поле боя. Меткая стрельба артиллеристов, подавивших огонь четырёх пулеметов и уничтоживших до двух взводов пехоты противника, позволила 1-му батальону 846-го стрелкового полка снова пойти в атаку и захватить высоту
Приказом по личному составу 267-й стрелковой дивизии от 30 января 1944 года старшина Батурин Алексей Георгиевич награждён орденом Славы 3-й степени.
Награда была вручена артиллерийскому разведчику 30 января в госпитале. Немного поправившись он вернулся свой полк. За умелое руководство огнём батареи он был назначен помощником командира взвода управления 7-й батареи 845-го артиллерийского полка. Вновь отличился в боях за освобождение Крыма.
10 апреля 1944 года вблизи города Джанкой старшина Батурин выявил и передал координаты 10 вражеских пулеметных точек и 3 блиндажей. Все цели затем накрыты батареей. Находясь в боевых порядках пехоты, участвовал в отражении контратаки противника, огнём из автомата истребил около 10 противников. В дальнейшем участвовал в штурме Севастополя.
Приказом от 20 мая 1944 года за проявленную личную храбрость, инициативу и находчивость в бою при прорыве обороны противника на Сиваше старшина Батурин Алексей Георгиевич награждён орденом Славы 2-й степени.
После разгрома немецко-вражеских войск в Крыму 267-я стрелковая дивизия в составе 51-й армии была переподчинена командованию 1-го Прибалтийского фронта. В июле 1944 года дивизия, развивая наступление, освободила город Паневежис, а затем участвовала в освобождении города Шяуляя, за что была награждена орденом Суворова 2-й степени. В этих боях отличился и помощник командира взвода управления 7-й батареи старшина Батурин.
13 октября 1944 года в районе населенного пункта Муциниеки старшина Батурин находился на переднем крае, в боевых порядках пехоты, корректируя огонь своей батареи. При одной из атак противника лично из автомата уничтожил до 30 фашистов. Когда среди наших солдат появилась растерянность, и они начали медленно, отходить, Батурин вместе с небольшой группой бойцов поднялся у контратаку. Фашисты не выдержали стремительного натиска и стали отходить, что позволило нашим подразделениям организовать эффективную оборону. Атака врага была отбита. Батурин же, несмотря на ранение, не оставил поля боя. Когда, при очередной контратаке противники подошли вплотную к позициям артиллерийского разведчика, он вызвал огонь своей батареи на себя, и враг снова откатился на исходные позиции. Тогда же получил второе за этот бой, но теперь уже тяжелое ранение, был вынесен без сознания товарищами. После госпиталя, он уже не вернулся на фронт.
Указом Президиума Верховного Совета СССР от 24 марта 1945 года за образцовое выполнение заданий командования в боях с захватчиками старшина Батурин Алексей Георгиевич награждён орденом Славы 1-й степени. Стал полным кавалером ордена Славы.
В 1945 году был демобилизован. Вернулся на родину. Трудился бухгалтером в городе Улан-Удэ. Однако ранения давали о себе знать, и в 1958 году он вынужден был выехать на лечение в город Новосибирск. После лечения он остается в этом городе и работает по своей специальности в СМП-192 треста «Запсибтрансстрой» и других организациях. Но страшные раны войны не давали спокойно жить. За пятнадцать послевоенных лет А. Г. Батурин перенёс одиннадцать сложнейших операций. Постоянное напряжение, истощение нервной системы, сердечные приступы окончательно сломили здоровье старого солдата, и 11 октября 1962 года он скончался.
Похоронен на Заельцовском кладбище Новосибирска.
Награждён орденами Славы 3-х степеней, медалями.